# Лепорелло
Лепорелло — термін у  філокартії, що позначає листівку (набір листівок), де зображення прикріплені одне до одного довгими сторонами, утворюючи «гармошку». Термін з'явився в  німецькомовній літературі з філокартії наприкінці 1980-х років. Етимологія терміна походить з опери В. А. Моцарта  «Дон Жуан», до тієї сцени, де слуга Дон Жуана на ім'я Лепорелло демонструє значний список любовних перемог свого господаря, розгортаючи його через усю сцену. Оскільки розгортати такий список, згорнутий в сувій, дуже незручно для артиста, часто в постановках опери він бере участь, складений «гармошкою».

## Набори листівок лепорелло
Під лепорелло розуміється набір стандартних поштових листівок, надрукованих на єдиному аркуші паперу, і  сфальцованних на зразок міха гармонії, тобто таким способом, щоб листівки прилягали ода до одної довгими сторонами. У вигляді лепорелло зазвичай випускаються сувенірні листівки, листівки з видами одного міста або з інтер'єрами одного палацу, з портретами, об'єднаними спільним задумом, (наприклад, членів королівської родини). Також у вигляді лепорелло можуть видаватися рекламні буклети, програмки вистав, інша  поліграфічна продукція.

## Листівки Лепорелло
Також називаються «пліссе». Мали широке поширення наприкінці XIX — початку XX століть. В даний час є цінним  колекційним матеріалом. Такі листівки включають в себе невеликий (в порівнянні з величиною листівки) конвертик, який відкривається і закривається вручну. Усередині конвертика ховається приклеєна за один кінець мініатюрна гармошка з декількома (від 4 до 12) фотозображеннями. Коли відкидна стулка відкрита, крихітна папка може бути розкладена для того, щоб розглянути картинки. Традиційно конвертики для лепорелло, що ховаються десь в межах листівки, оформлялися як деталь загального зображення на листівці. Використовувався ряд кумедних способів, наприклад:
- Сумка поштаря;
- Поштова скринька;
- Рюкзак солдата,  торбинка паломника, чемодан в руках у вокзального носія;
- Багажний кофр екіпажу,  автомобіля, аероплана і навіть  дирижабля;
- Поштовий вагон;
- Фотоапарат на тринозі, де в ролі фотографа виступає франтуватий джентльмен або мила панянка[2].

В  Німеччині і  Швеції на початку XX століття випускалися заготовки для листівок лепорелло. На таких заготовках вже було надруковано зображення листоноші і зроблений конвертик. Замовнику залишалося тільки нанести на листівку назву свого міста і приклеїти всередину конвертика «гармошку» з видами. Після цього листівка була готова до продажу. В результаті на світло іноді з'являлися курйозні листівки, де листоноша, одягнений в форму німецького поштового відомства, пропонував види, наприклад, Кисловодська.

## Лепорелло в скрапбукінзі

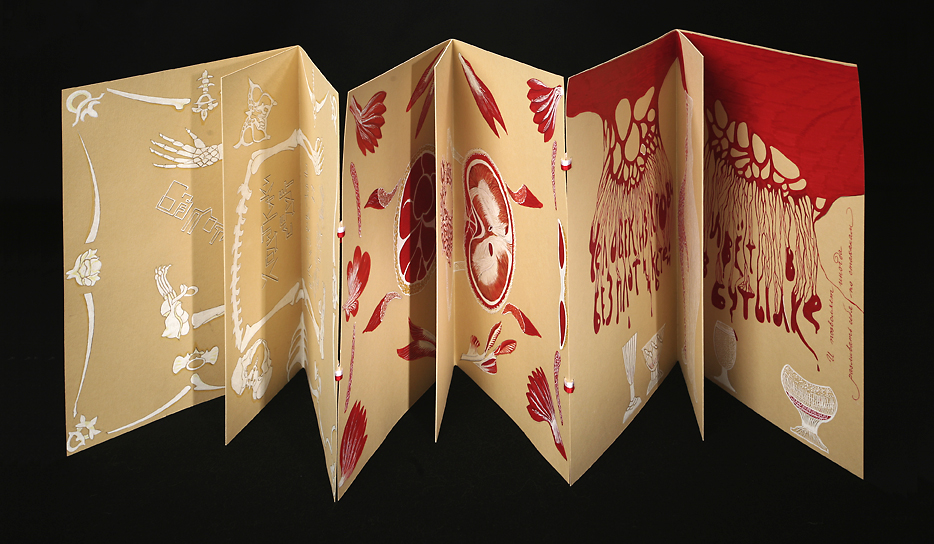
Текст Ханса Арпа. Лепорелло, 2008 р.

Заготовки листівок лепорелло використовуються в скрапбукінгу для приклеювання фотографій, малюнків, пам'ятних штучок, декоративних елементів з метою створення пам'ятного або подарункового альбому. Аналогічним чином можна скласти і  шпаргалку.

## В доколумбовій Америці

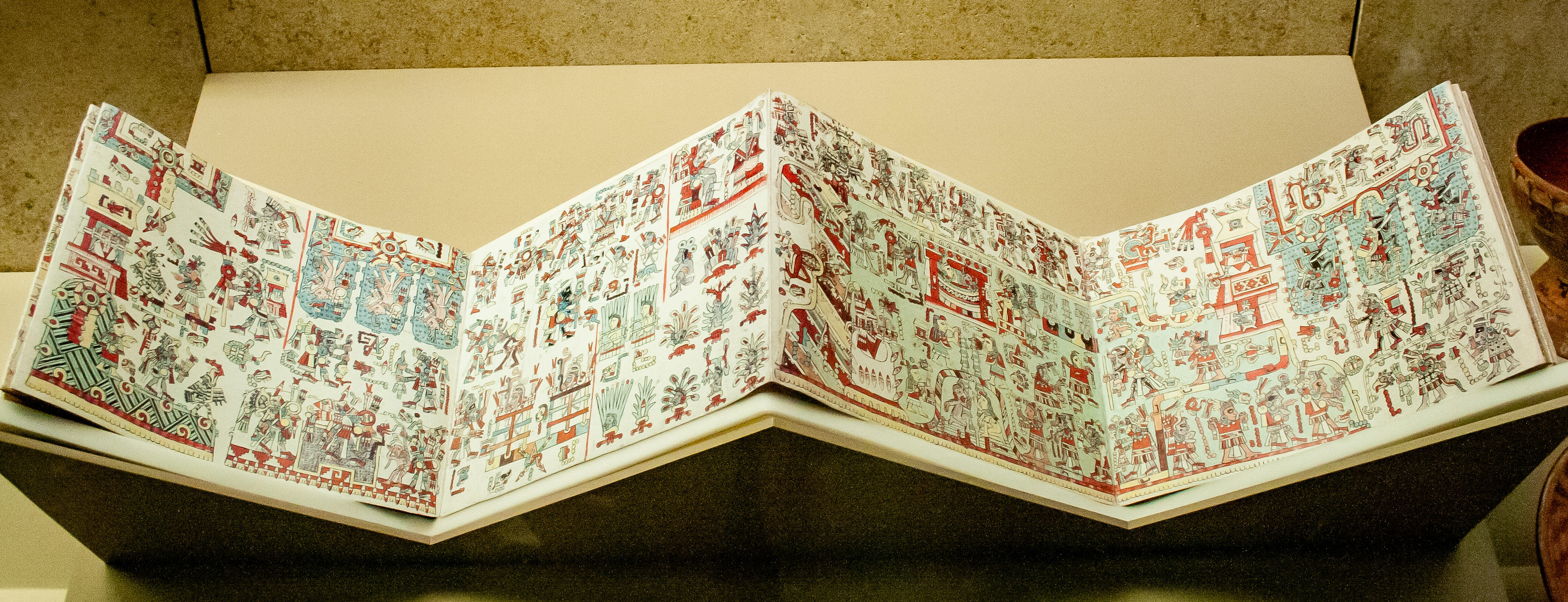
Міштекський Кодекс Зуш-Наттолл

В доколумбовій Америці рукописи майя, ацтеків, міштеків та інших народів нерідко мали форму лепорелло. Такими є зокрема міштекські кодекси: Кодекс Зуш-Наттолл та Codex Vindobonensis Mexicanus I, останній зараз зберігається в Австрійській національній бібліотеці у Відні.